# Isabella Weber
Pour les articles homonymes, voir Weber.
Isabella Maria Weber est une économiste allemande. Elle est connue pour avoir pris position en faveur d'une politique de contrôle des prix. Sa tribune publiée dans The Guardian en décembre 2021 a provoqué un tollé dans le monde des économistes,.
Dans un article publié en 2023, elle décrit les causes de l'inflation post Covid comme provenant essentiellement de la capacité des firmes ayant un fort pouvoir de marché à augmenter les prix. Ce phénomène est décrit dans la presse économique sous le nom de greedflation ou  « cupideflation »,.

## Carrière
Fille d'une éducatrice et d'un sacristain, Isabella Weber fréquente une école Steiner-Waldorf et passe ensuite son Abitur dans un Gymnasium. En raison d'un service volontaire (de) dans une école internationale (de) à Bangkok en 2006, elle est témoin du coup d'État militaire en Thaïlande, puis elle effectue un stage dans la filiale locale de la Fondation Friedrich-Ebert.
Après avoir abandonné des études de droit à l'université Humboldt après le premier semestre, Weber commence sa carrière scientifique en obtenant une bourse de recherche en sciences sociales financée par la Studienstiftung des deutschen Volkes. Elle obtient une licence en sciences politiques avec l'économie comme matière secondaire à l'université libre de Berlin de 2010 à 2012, dans le cadre de laquelle elle suit également une formation linguistique au Centre de langue chinoise en auditeur libre à l'université de Pékin de 2010 à 2011. Elle obtient ensuite un master en sciences économiques à la New School for Social Research de New York en 2015.
En 2018, Weber obtient un doctorat en sociologie du développement au Peterhouse College de l'université de Cambridge sur le thème China's Escape from the “Big-Bang” : The 1980s Price Reform Debate in Historical Perspective. Elle a obtenu un autre doctorat avec la thèse Essays on Theories of Money and International Trade, à nouveau à la New School for Social Research.
De 2017 à 2019, elle est professeure assistante (Lecturer) en économie au Goldsmiths College de l'université de Londres. En 2019, elle est transférée à l'université du Massachusetts à Amherst pour y occuper un poste de professeure assistante d'économie et elle devient directrice de recherche en études chinoises au Political Economy Research Institute.
Elle a également été chercheuse invitée à l'Université Tsinghua et à l'Université de Duisburg-Essen.
Pour Jamaal Bowman et d'autres, elle a fait office d'experte auprès du Congrès américain. Elle est membre de la commission indépendante d'experts sur le gaz et la chaleur (commission sur le prix du gaz) du ministère fédéral allemand de l'économi (BMWK),. En tant que Fellow 2022/2023 du Berggruen Institute à Los Angeles, elle s'occupe de l'économie d'urgence (économie de crise/économies d'urgence).
Weber est signataire de la Déclaration de Berlin. Après les élections présidentielles américaines de 2024, elle invente le terme de « politique économique antifasciste », selon lequel une autre économie pourrait contrer les causes du fascisme qui résident dans « l'insécurité sociale et l'aliénation politique ».
Depuis le début de l'année 2025, Isabella M. Weber est l'éditrice, avec Adam Tooze et Maurice Höfgen (de), du magazine économique Surplus,.

## Travaux scientifiques

### Contrôles stratégiques des prix
Se référant à ses approches historiques de la politique économique, elle a défendu en décembre 2021 la thèse selon laquelle le contrôle stratégique des prix pourrait contribuer à la maîtrise de l'inflation dans les situations de goulot d'étranglement, en se référant notamment au contrôle réussi de l'inflation par l'administration Roosevelt au lendemain de la Seconde Guerre mondiale. D'autres économistes, comme le White House Council of Economic Advisers, ont également qualifié à plusieurs reprises la situation économique de l'après-guerre et de la pandémie du COVID-19 de structurellement très comparable. Elle a ainsi présenté avant tout une alternative aux mesures macroéconomiques conventionnelles, comme par exemple un resserrement de la politique monétaire, qui a fait l'objet de nombreuses critiques, en particulier de la part des néolibéraux.
Quelques jours plus tard, fin 2021, le prix Nobel d'économie Paul Krugman, entre autres, a critiqué sa thèse en indiquant que les chaînes d'approvisionnement étaient particulièrement à l'origine des hausses de prix et qu'une normalisation de la situation économique mondiale entraînerait automatiquement une stabilisation de l'inflation. Des données publiées en mai 2022, selon lesquelles les problèmes de la chaîne d'approvisionnement n'étaient à l'origine que de 38 % de l'inflation, ont cependant soutenu la thèse de Weber. Il s'est ensuite excusé d'avoir déclaré que l'idée de d'Isabella Weber était « truly stupid ». Son hostilité peu objective a néanmoins été à l'origine de débats sur le traitement structurellement dévalorisant des femmes dans les sciences économiques. Dans le New York Times, Paul Krugman est revenu en septembre 2022 sur l'opinion qu'il avait exprimée à l'époque et a défendu la pertinence du contrôle des prix en Europe.
Pour l'Allemagne, elle a concrètement évoqué avec Sebastian Dullien (de) un plafonnement des prix du gaz. Après une première critique massive, sa position a été de plus en plus approuvée lorsque les premiers chiffres officiels ont montré que la hausse des prix était due non seulement à des problèmes d'approvisionnement, mais aussi à l'augmentation des bénéfices des groupes pétroliers, et que même lorsque les prix d'approvisionnement baissaient, les groupes maintenaient les prix artificiellement élevés afin d'augmenter leurs bénéfices. La proposition de Weber et Dullien d'un plafonnement stratégique des prix du gaz a donné lieu à des enquêtes de l'Office fédéral de lutte contre les cartels. Elle a suscité l'attention et l'approbation du public, d'autant plus que les énergies fossiles sont un facteur d'inflation important.

### Bénéfices des entreprises comme moteur de l'inflation
Dans le contexte de l'inflation, Weber a étudié le rôle des profits des entreprises comme facteur de hausse des prix. Avec ses collègues, elle a publié des études montrant que des marges bénéficiaires accrues dans certains secteurs pouvaient contribuer de manière significative à l'évolution de l'inflation. Cette thèse a également trouvé un écho plus important dans le discours économique, après avoir été vivement critiquée au départ,.
Ses recherches ont fourni de nouvelles bases aux discussions sur les augmentations de salaires et la stabilité des prix. Elle a fait valoir qu'une focalisation unilatérale sur les salaires en tant que moteur de l'inflation négligeait le rôle des bénéfices des entreprises et a plaidé pour une analyse plus complète des causes de l'inflation. Ainsi, les bénéfices des entreprises américaines auraient atteint leur plus haut niveau depuis 70 ans, alors que les salaires n'auraient pratiquement pas augmenté. Les plus grandes entreprises américaines avaient augmenté leurs bénéfices de 50 % en moyenne pendant la pandémie.

## Distinctions et prix
Pour son travail sur la montée de l'économie dans l'histoire récente de la Chine, Isabella Weber a reçu le Warren Samuels Prize for Interdisciplinary Research in History of Economic Thought and Methodology en 2018 et le Ground-breaking Subject Matter Accolade de l'International Convention of Asia Scholars en 2019.
Le livre de Weber, How China Escaped Shock Therapy : The Market Reform Debate, a notamment été récompensé par le prix scientifique de la Keynes Society (de), l'International Studies Association Best Interdisciplinary Book Award et le Joan Robinson Prize 2021,. Il a en outre été inclus dans plusieurs listes des livres les plus importants ou les meilleurs de 2021. Il figure ainsi sur les listes du Financial Times, de Foreign Policy, du Project Syndicate, de ProMarket et de Folha de S. Paulo.
En 2022, Weber est nommée par Bloomberg parmi les « 50 personnes qui ont défini les affaires mondiales en 2022 ». En 2023, elle figure sur la liste Time 100 Next du magazine Time, qui reconnaît les leaders en devenir dans de nombreux domaines.
En 2024, elle a reçu le prix Hans Matthöfer pour le journalisme économique.

## Publications
- Weber, Isabella M. and Wasner, Evan, "Sellers’ Inflation, Profits and Conflict: Why can Large Firms Hike Prices in an Emergency?" (2023). Economics Department Working Paper Series. 343. Retrieved from https://scholarworks.umass.edu/econ_workingpaper/343